# Gorgonidia cubotaensis
Gorgonidia cubotaensis là một loài bướm đêm thuộc phân họ Arctiinae, họ Erebidae.